# Alberto Michelotti
Pour les articles homonymes, voir Michelotti.
Alberto Michelotti (né le 15 juillet 1930 à Parme, en Émilie-Romagne et mort le 18 janvier 2022) est un arbitre italien de football.

## Biographie
Alberto Michelotti débute en 1968, devient arbitre international de 1974 à 1981.

## Carrière
Alberto Michelotti a officié dans des compétitions majeures :
- Coupe d'Italie de football 1974-1975 (finale)
- JO 1976 (2 matchs)
- Coupe UEFA 1978-1979 (finale retour)
- Coupe d'Italie de football 1979-1980 (finale)
- Euro 1980 (1 match)